# Jerzy Nosowski
Jerzy Nosowski (ur. 13 sierpnia 1921 w Łodzi, zm. 26 czerwca 1999 w Józefowie) – polski duchowny katolicki, teolog, orientalista i religioznawca, doktor habilitowany, nauczyciel akademicki Akademii Teologii Katolickiej w Warszawie i Katolickiego Uniwersytetu Lubelskiego.

## Życiorys
17 grudnia 1950 otrzymał święcenia kapłańskie z rąk abp. Stefana Wyszyńskiego i został duchownym archidiecezji warszawskiej. Po studiach na Wydziale Teologii Katolickiej Uniwersytetu Warszawskiego uzyskał 15 października 1951 tytuł magistra (specjalność apologetyka). Rozpoczął studia doktoranckie w zakresie apologetyki na tym wydziale, a po jego likwidacji kontynuował je w Akademii Teologii Katolickiej w Warszawie (zakończone 25 marca 1959). 1 marca 1955 został asystentem w Katedrze Apologetyki i Religioznawstwa ATK i stanowisko to zajmował do 1 października 1961. Od 1 października 1955 do 24 czerwca 1960 studiował filologię orientalną na Wydziale Filozoficznym Uniwersytetu Warszawskiego i studia te zakończył uzyskaniem tytułu magistra. 25 marca 1959 na ATK na podstawie rozprawy napisanej pod kierunkiem Wincentego Kwiatkowskiego otrzymał stopień naukowy doktora. Od 1 października 1961 do 1 października 1970 był adiunktem w Katedrze Apologetyki i Religioznawstwa ATK. W uczelni tej 15 października 1965 uzyskał stopień doktora habilitowanego w zakresie apologetyki. Od października 1974 do stycznia 1977 przebywał w Teheranie (zajmował się arabistyką, islamistyką i iranistyką), a od stycznia 1977 do października 1978 odbywał studia w Dominikańskim Instytucie Orientalistycznym w Kairze (arabistyka, islamistyka, iranistyka). Od października 1978 do marca 1986 odbywał studia doktoranckie na Wydziale Nauk Humanistycznych Uniwersytetu Wiedeńskiego (arabistyka, islamistyka, iranistyka) zwieńczone uzyskaniem stopnia doktora na podstawie rozprawy pt. Grundzüge der muslimischen sozialen Sittlichkeit nach den Aussagen und Berichten des sufischen Lehrmeister dargestellt im Sendschreiben Al–Qušayrīs napisanej pod kierunkiem Arno Ambrosa. Od września 1986 do maja 1991 był wykładowcą religioznawstwa na Wydziale Filozofii Chrześcijańskiej ATK, zaś od stycznia 1989 do maja 1991 wykładowcą religioznawstwa na Katolickim Uniwersytecie Lubelskim.
W latach 1950–1962 pełnił posługę duszpasterską jako wikariusz na terenie parafii w Warszawie, w Żychlinie i w Grójcu, był kapelanem zgromadzeń zakonnych. Później był rezydentem w parafiach stołecznych i pomagał duszpastersko w niektórych z nich. W latach 1991–1992 był rezydentem w parafii Św. Jana Chrzciciela w Bad Zell w diecezji Linz (Austria). W związku z utworzeniem diecezji warszawsko-praskiej w 1992 został jej duchownym. Pod koniec życia mieszkał w Diecezjalnym Domu Księży Emerytów. Zmarł w Józefowie. Został pochowany na cmentarzu Wolskim w Warszawie.

## Wybrane publikacje
- Teologia Koranu: wykład systematyczny (Warszawa 1970)
- Przepisy prawne Koranu: wykład systematyczny (Warszawa 1971)
- Polska literatura polemiczno-antyislamistyczna XVI, XVII i XVIII wieku (Warszawa 1974)[2]